# Имашев, Каиргазы
Каиргазы Имашев (каз. Қайырғазы Имашев; 1924—1980) — советский военный; один из полных кавалеров ордена Славы, награждённых четырьмя орденами Славы.

## Биография
Родился 5 мая 1924 года в селе Казталовка (по другим данным в селе Курманкол) Казталовского района Уральской области СССР, ныне Западно-Казахстанской области Республики Казахстан, в крестьянской семье. 
После окончания семи классов школы, работал разнорабочим в колхозе им. Ворошилова и помощником машиниста Казталовской МТС. В Красной армии — с сентября 1942 года. На фронтах Великой Отечественной войны — с марта 1943 года. К лету 1944 года Каиргазы Имашев был командиром отделения разведки 110-го гвардейского стрелкового полка 38-й гвардейской стрелковой дивизии. 
В 1945 году в звании старшины Имашев был демобилизован. Жил в посёлке городского типа Озинки Озинского района Саратовской области. В 1954 году стал членом КПСС. Работал заведующим складом на кирпично-известковом заводе. В 1965 году ему было присвоено звание младшего лейтенанта.
Умер 30 марта 1980 года. Его именем названы улицы в посёлках Озинки и Казталовка.

## Награды
- Приказом по частям 38-й гвардейской стрелковой дивизии от 25 августа 1944 го (№ 60/н) гвардии сержант Имашев Каиргазы был награжден орденом Славы 3-й степени. 
Приказом по войскам 96-го стрелкового корпуса от 18 сентября 1944 года (№ 6/н) гвардии сержант Имашев Каиргазы был награждён орденом Славы 3-й степени. 
Приказом по войскам 70-й армии от 29 октября 1944 года (№ 196/н) гвардии сержант Имашев Каиргазы был награждён орденом Славы 2-й степени. 
Указом Президиума Верховного Совета СССР от 29 июня 1945 года за образцовое выполнение заданий командования в боях с немецко-фашистскими захватчиками гвардии старший сержант Имашев Каиргазы был награждён орденом Славы 1-й степени.
- Также был награжден орденом Отечественной войны 2-й степени (11.03.1985) и медалями, в числе которых «За отвагу».

## Источник
- Кавалеры ордена Славы трёх степеней. Биографический словарь. М.: Воениздат, 2000.